# Elaphoglossum pleurothallioides
Elaphoglossum pleurothallioides är en träjonväxtart som beskrevs av Novelino. Elaphoglossum pleurothallioides ingår i släktet Elaphoglossum och familjen Dryopteridaceae. Inga underarter finns listade.